# Riksplan

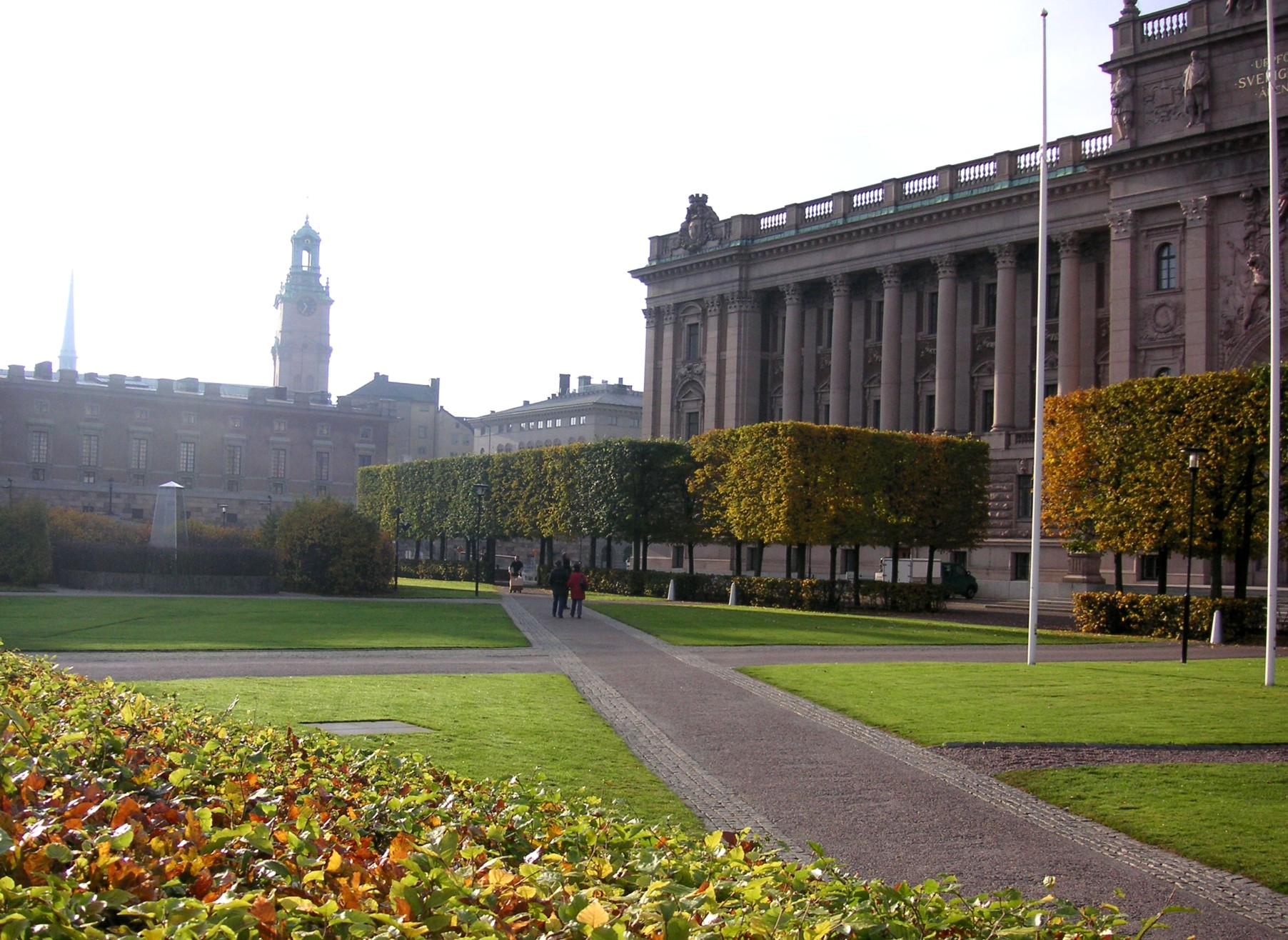
Riksplan hösten 2007.

Riksplan är platsen och parken mellan Riksdagshuset och Norrbro  på Helgeandsholmen i Stockholm.
Namnet Riksplan bestämdes 1925 för den öppna platsen mellan Riksdagshuset och Norrbro. Platsens utseende har livligt diskuterats alltsedan Riksdagshusets invigning 1905. I samband med Riksdagshusets om- och tillbyggnad 1980–1983 företogs även arkeologiska utgrävningar här, den tillfälliga gropen kallades snart för Riksgropen. Dagens utseende skapades 1983, där promenadstråkens riktning anknyter till den ursprungliga bebyggelsens riktning på Helgeandsholmen. I nordöstra hörnet av Riksplan finns hovstallets gamla foderbord i marmor, som stått i Nicodemus Tessin d.y.s kungliga stall på Helgeandsholmen. 
På Riksplan finns också en obelisk av glas, den fungerar som ljusinsläpp för Medeltidsmuseet som finns under Riksplan. På obeliskens fyra sidor är graverad följande text av Alf Henrikson:
| ” | Tusenårigt är detta land Stränderna höjdes ur havet Sund blev smala strömmar Stockholm är Mälarens lås | „ |